# Великий Мох (Ярославская область)
Великий Мох — посёлок на территории Николо-Кормской сельской администрации Покровского сельского поселения Рыбинского района Ярославской области.

## География
Посёлок расположен на северо-западной окраине большого одноименного болота, часть которого использовалась для торфодобычи. Посёлок служит центром для ряда более мелких деревень: к северу — Сухино, Раменье, Большое и Малое Заболотье, к западу — Выездкино, Мешково, Погорелка, Арефино, Липки, Чайлово, к югу — Мартино, Мильково.
Посёлок расположен на большом удалении от средств транспорта. Ближайшая автомобильная дорога Р104 Углич — Рыбинск с регулярным транспортом проходит на расстоянии около 5 км к северу, оттуда автобус связывает село с Рыбинском, Мышкиным и Угличем. Администрация сельского поселения в поселке и центр врача общей практики находится в посёлке Искра Октября, почтовое отделение в селе Покров (оба по дороге в сторону Рыбинска). Связь посёлка с внешним миром ранее осуществлялась по принадлежавшей торфодобывающему предприятию узкоколейной железной дороге, которая помимо чисто технологических целей использовалась для пассажирских и товарных перевозок.
Так как посёлок находится в окружении торфяников, для него актуальна проблема лесных пожаров, которая усугубляется недоступностью района для пожарной техники.

## История
Создание и существование посёлка в связано с прекращенной сейчас деятельностью торфодобывающего предприятия. Решение о строительстве посёлка для рабочих торфопредприятия было принято в 1938 году. Выстроенный позднее посёлок состоял из многоквартирных двухэтажных домов с централизованным отоплением, имел детский сад, столовую, баню и другие объекты социальной и культурной сферы. В настоящее время все учреждения закрыты, многие жители покинули посёлок. Быт оставшихся жителей затруднен отсутствием транспортных путей, кроме того, они не имеют даже тех минимальных удобств, которые дает жителям отдалённых деревень жизнь в традиционной избе (скотный двор, погреб, печь).
В 1968 г. указом президиума ВС РСФСР поселок № 2 Рыбинского торфопредприятия переименован в Великий Мох.

## Население
| 2007 | 2010 |
| ---- | ---- |
| 59   | ↘44  |